# پلیتیکا
پلیتیکا (انگلیسی: Playtika) شرکت بازی ویدئویی اسرائیلی است، که در سال ۲۰۱۰ تأسیس شد.